# Диссонанс (альбом)
«Диссонанс» — десятый студийный альбом уфимской рок-группы Lumen.

## Об альбоме
Осенью 2021 года уфимский коллектив планировал отправиться в концертный тур с альбомом «Покажите солнце», однако тур был вынуждено перенесён, поэтому группа начала работу над новым двухчастным альбомом, имя которого стало известно сразу, — «Диссонанс». 3 декабря вышел первый сингл — «Жди меня». 27 мая группа выпустила второй сингл — «Любовь», а 30 мая еще один — «Зол». 10 июня в свет вышел целый альбом, в котором отсутствовали две песни — «Ад» и «Резистор» не прошли модерацию у цифрового дистрибьютора. Среди 18 песен, которые вошли в окончательный вариант альбома, есть три композиции, которые записаны совместно с другими музыкантами, — группа «Alai Oli», уфимские исполнители «Kurt92» и «Thomas Mraz».
Альбом, по словам вокалиста группы, отражает в себе полярность в обществе:
Мы давно решили, что альбом будет двухчастным. Полярные настроения и мысли созвучны безумному веку, свидетелями которого мы являемся. Некоторые песни прямо сейчас могут показаться неуместными. Но мы решили поделиться проделанной работой, несмотря ни на что. Потому что одна часть альбома отчасти объясняет наше отношение к происходящему. Вторая часть — это песни о любви, дружбе, надежде. Это песни о Человеке. Без любви, надежды и мечты мы перестанем быть людьми. Значит, эти темы не подвластны сиюминутному и важны в любое время.— Рустем Булатов
Песня «Любовь» заняла первое место в «Чартовой дюжине».

## Рецензии
Алексей Мажаев в своей музыкальной рецензии заметил:
Музыкантам не пришлось специально актуализировать тематику или тем более переобуваться на ходу. То, о чём (и как) они пели на протяжении всей карьеры, звучит по-прежнему злободневно. Диск начинается с песни под говорящим названием «Зол» — и надо признать, что злость и неравнодушие всё ещё очень идут Тэму Булатову и его группе. Далее следует жёсткая и нервная «Омнифония», а потом специальный гость Kurt92 добавляет истерики треку «Метеор». Занятно, что в «Мародёрах» «Люмен» переходит на речитатив, чтобы максимально точно донести до слушателя смысл. Любопытно также, что фирменную злость группы оценили не все.

## Список композиций
| №   | Название                         | Длительность |
| --- | -------------------------------- | ------------ |
| 1.  | «Зол»                            | 3:17         |
| 2.  | «Омнифония»                      | 3:05         |
| 3.  | «Метеор» (feat. Kurt92)          | 2:56         |
| 4.  | «Мародёры»                       | 5:30         |
| 5.  | «Иллюзия»                        | 3:33         |
| 6.  | «Дым»                            | 3:50         |
| 7.  | «Резистор»                       | 3:06         |
| 8.  | «Флаги»                          | 3:20         |
| 9.  | «Тоска»                          | 3:24         |
| 10. | «Ад»                             | 7:20         |
| 11. | «Жди меня»                       | 4:26         |
| 12. | «Догонять»                       | 4:34         |
| 13. | «Новый круг» (feat. Thomas Mraz) | 4:28         |
| 14. | «Восемь песен»                   | 2:57         |
| 15. | «В режиме ожидания»              | 3:45         |
| 16. | «План» (feat. Alai Oli)          | 3:27         |
| 17. | «Хакер»                          | 3:06         |
| 18. | «Моря»                           | 5:04         |
| 19. | «Живее всех живых»               | 3:32         |
| 20. | «Любовь»                         | 3:44         |

## Участники записи
- Рустем «Тэм» Булатов — вокал, семплы, клавишные, шумы
- Игорь «Гарик» Мамаев — гитара, акустическая гитара, бэк-вокал
- Евгений «Шмель» Тришин — бас-гитара
- Денис «Дэн» Шаханов — ударные.
- Вадим Базеев — гитара в песнях «Восемь песен», «В режиме ожидания» и «Любовь»
- Константин «Kurt92» Шац — вокал в песне «Метеор»
- Алмас «Thomas Mraz» Гатауллин — вокал в песне «Новый круг»
- Ольга Маркес — вокал в песне «План».